# Hongsam

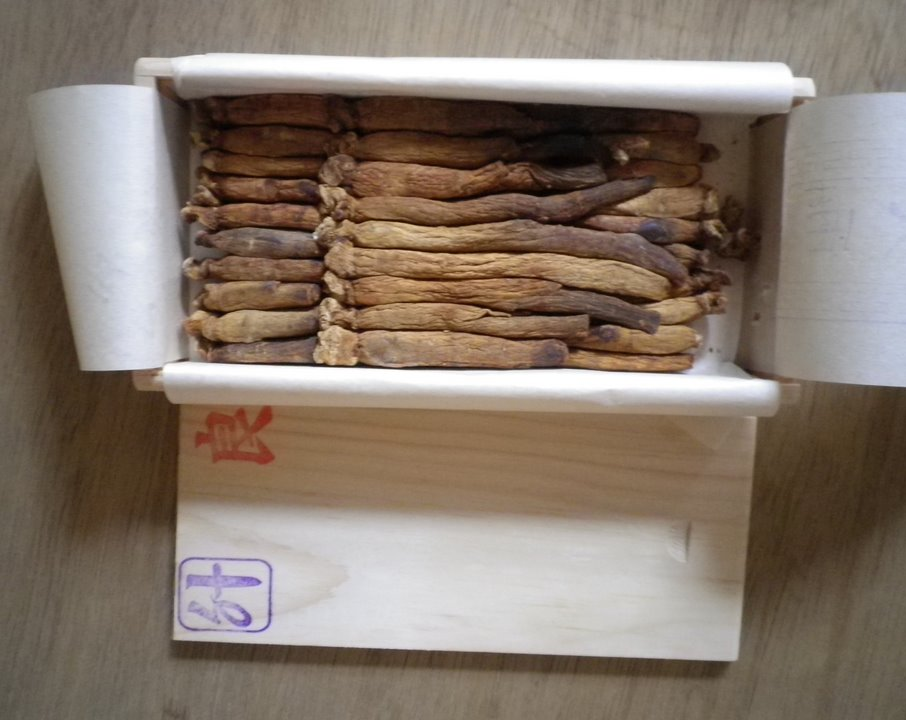
Hongsam (ginseng rouge) coréen

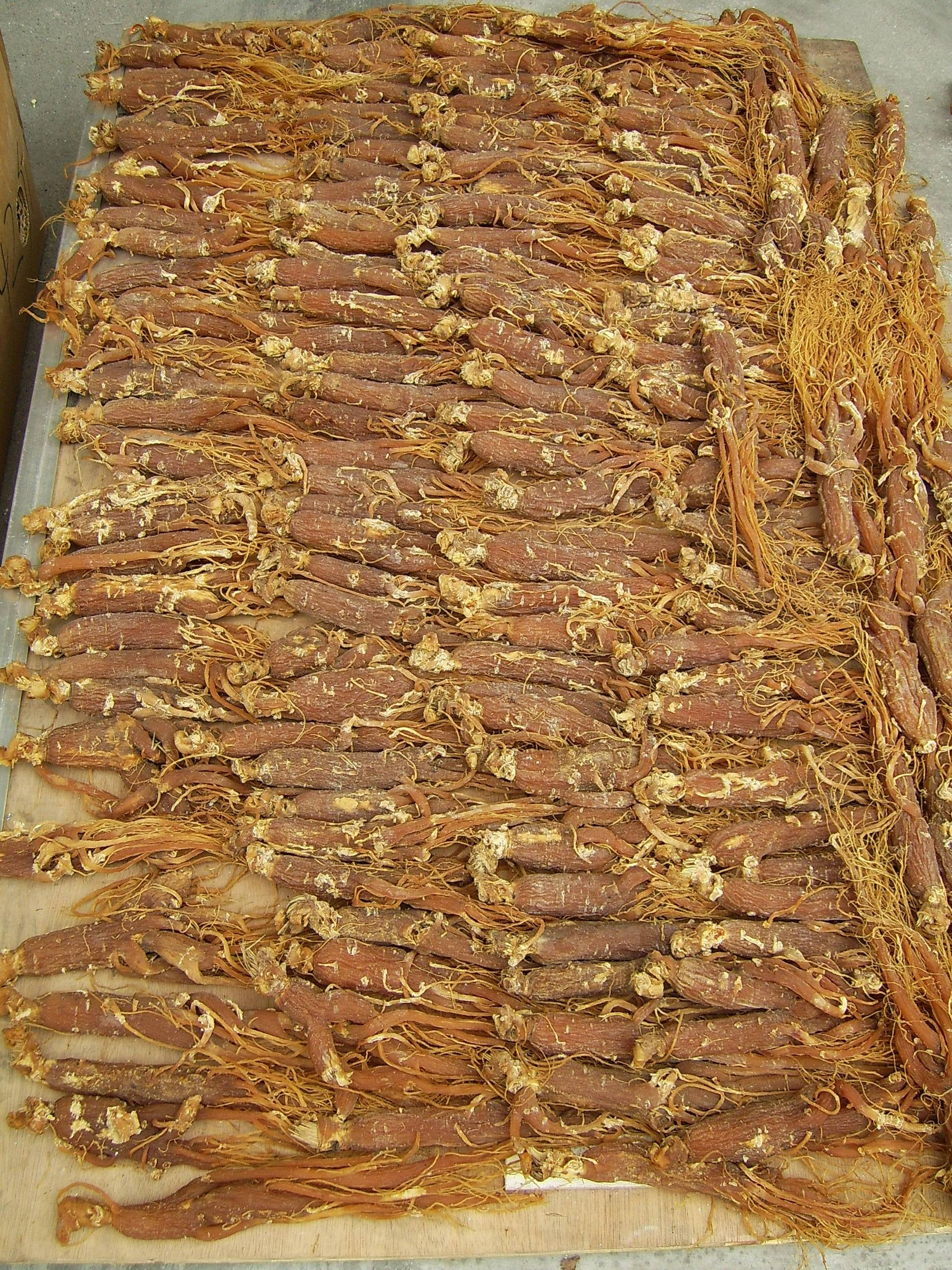
Hongsam, ou Ginseng rouge

Le Hongsam (autrement, du ginseng rouge) (홍삼) est le ginseng (une plante originaire d'Asie du Nord-Est, dont la racine est réputée pour ses propriétés pharmaceutiques) fait cuit à la vapeur ou bien séché au soleil. Le Hongsam est souvent mariné en une décoction aux herbes qui fait que les racines deviennent très fragiles. Cette version de ginseng est censée augmenter les fonctions sexuelles et l'énergie de l'homme. Le Hongsam est toujours produit avec des racines de ginseng cultivé, qu'il soit d'origine sud-coréenne ou chinoise.
En 2002, des recherches préliminaires sur les effets du Hongsam coréen sur l'impuissance a montré que le Hongsam peut être une bonne alternative pour soigner des dysfonctionnements érectiles de l'homme.
Une autre recherche montre que le Hongsam réduit la rechute du cancer gastrique. Le ginseng et le Hongsam peuvent tous les deux avoir des effets pour prévenir le cancer, mais selon les recherches, le Hongsam a beaucoup plus d'effets.
Parmi les éléments composants le ginseng, on trouve de la saponine. C'est, entre autres, cet élément qui procure au ginseng ses propriétés multifonctionnelles. Selon l'origine du ginseng, la quantité de saponine contenue dans la racine diffère. Une entreprise coréenne propose une comparaison des différents ginseng en fonction de cet élément et on peut facilement voir que le ginseng rouge, Hongsam a 7 points de plus de ginsenosides que le ginseng americain :
- le ginseng rouge de Corée (=Hongsam) : 31 % ;
- le ginseng blanc de Corée : 24 % ;
- le ginseng blanc de Chine : 24 % ;
- le ginseng des États-Unis / Canada : 14 % ;
- le ginseng du Japon : 8 %.